# شواخوی
شواخوی (گرجی: შუახევი) یک شهرک در ناحیه آجارستان در غرب گرجستان است. شواخوی در ۶۷ کیلومتری شرق باتومی قرار گرفته است. این شهرک مرکز اداری شهرداری شواخوی و ۶۸ روستای کوهستانی پیرامون خود است. این شهرک در ساحل سمت راست رودخانه آجاریس‌تسقالی قرار گرفته است. مساحت این منطقه ۵۸۸ کیلومتر مربع و جمعیت آن ۱۵۰۴۴ نفر است.
یک نیروگاه برق‌آبی با نام نیروگاه برق‌آبی شواخوی که نوعی نیروگاه جریانی روزمینی با ظرفیت نصب‌شده ۱۸۵ مگاوات است، در این منطقه در حال فعالیت است و انتظار می‌رود تولید برق ۴۵۲ گیگاوات را در ساعت داشته باشد.
در نزدیکی شهرک ویرانه‌های یک قلعه قرون وسطایی نیز قرار دارد.